# Anagrus urichi
Anagrus urichi är en stekelart som beskrevs av Pickles 1932. Anagrus urichi ingår i släktet Anagrus och familjen dvärgsteklar. Inga underarter finns listade i Catalogue of Life.